# Fibrose
Fibrose é a formação ou desenvolvimento de tecido conjuntivo em determinado órgão ou tecido como parte de um processo de cicatrização ou de degenerescência fibroide.
Tecnicamente, são circunstâncias teciduais em que há aumento do estroma conjuntivo de um órgão decorrente de cicatrização ou de um processo reacional em que a produção de matriz extracelular não está relacionada com o processo reparativo. Em consequência das modificações na arquitetura do órgão (remodelação) e das alterações na função das células parenquimatosas secundárias à fibrose, podem surgir distúrbios funcionais e doenças próprias.
Doenças relacionadas à fibrose:
- Fibrose pulmonar (pulmões)
- Fibrose cística (pulmões e aparelho digestivo)
- Cirrose hepática (fígado)
- Fibrose endomiocárdica (coração)
- Mielofibrose idiopática (medula óssea)
- Fibrose retroperitoneal (partes moles do peritoneu)
- Doença de Crohn (intestino)
- Queloide (pele)
- Esclerodermia (pele, pulmões)
- Fibromatose peniana (lesão durante o ato sexual)